# 格恩西 (怀俄明州)
格恩西（英語：Guernsey）是美国怀俄明州普拉特县下属的一座城鎮。该鎮的人口在2000年为1,147人，2010年有1,147，2011年则估计有1,165人。